# Júsuf al-Karadáví
Júsuf Abdulláh al-Karadáví (arabsky يوسف القرضاوي‎; první jméno též Jusuf, příjmení též al-Qaradáwí aj., anglickým přepisem Yusuf al-Qaradawi nebo Yusuf Al Qaradawi, 9. září 1926 Saft Turab, Egypt – 26. září 2022 Dauhá, Katar) byl egyptský islámský teolog, právník, kazatel a publicista. Své komentáře vysílal prostřednictvím pravidelného pořadu na televizní stanici al-Džazíra a předpokládalo se, že jeho pořad sledovalo cca 60 milionů lidí. Patřil k nejvlivnějším učencům a morálním autoritám islámského světa. Schvaloval sebevražedné atentáty proti lidem, které považoval za nepřátele islámu.[zdroj?]
Od roku 1999 mu byl zapovězen vstup na území USA a od roku 2008 i do Spojeného království. V březnu 2012 Francie oznámila, že mu vstup do země také neumožní.

## Život
Narodil se v rodině chudých, zbožných sedláků v nilské deltě. Otec zemřel, když byly Júsufovi dva roky, a vychovával ho strýc, nutící ho memorovat korán. Júsuf uměl celý korán dříve, než mu bylo devět let. Studoval na náboženské střední škole v Tantě, a po maturitě odešel na univerzitu do Káhiry, kde pokračoval v islámských studiích. Získal také diplom z arabštiny a arabské literatury.
Po absolvování školy se stal zaměstnancem Imámského institutu, organizace zodpovědné za dodržování islámu ve společnosti. Po odchodu z Egypta v roce 1961 pokračoval v této práci v Kataru až do roku 1990, pak se stal ředitelem katarské islámské univerzity. Je také hlavou Evropského úřadu pro fatwy a výzkum, islámské organizace sídlící v Irsku.
Roku 2004 se stal komisařem Centra islámských studií na Oxfordské univerzitě. Téhož roku dva a půl tisíce muslimských vědců ze Saúdské Arábie, Iráku a Palestiny osočilo Karadávího, že dělá islámu špatné jméno.[zdroj?]

## Názory
Júsuf al-Karadáví budil kontroverzi svými názory, které byly často dezinterpretovány a které někdy procházely změnami. V případě ženské obřízky například prohlásil, že není podle islámu povinná, ale pokud je prospěšná, je možno ji provést, dle jeho knihy Zakázané a povolené v islámu. Zároveň však jinde uvedl, že vzhledem k její nepovinné povaze a poškozujícímu vlivu na fyzické i duševní zdraví je ve výsledku proti islámskému právu.
K odpadlictví od islámu se vyjádřil, že jde o vážné nebezpečí pro muslimskou komunitu a že povinností všech muslimů je „boj proti odpadlictví ve všech jeho podobách a odkud pochází a nedat šanci pronikat do muslimského světa“.
V roce 2008 se umístil na třetím místě v anketě o nejvýznamnější intelektuály současnosti pořádané americkým časopisem Foreign Policy. Podílel se také (jako technický konzultant) na mnohamilionovém výpravném filmu o Mohammadovi.
Publikoval přes 120 knih, včetně publikace Zakázané a povolené v islámu, jakési příručky víry, a knihy Islám: budoucnost civilizace. Dlouhou dobu také patřil k intelektuálnímu kruhu organizace Muslimské bratrstvo (viz Muslimské bratrstvo), egyptské politické organizace.